# Marina Mathey
Marina de Andrade Martins (Americana, 25 de março de 1993), mais conhecida pelo seu nome artístico Marina Mathey, é uma performer, atriz, cantora, compositora, dançarina, diretora, curadora e produtora cultural brasileira. Marina é multi-artista da cena, interseccionando em sua pesquisa as linguagens da performance, música, audiovisual, dança e teatro. Atualmente além de cantora e compositora independente, produtora cultural e curadora pela Coletividade MARSHA!, atriz e diretora de cinema, também desenvolve performances, projetos, ações e discussões em torno dos direitos e visibilidade de pessoas trans na sociedade.

## Formação

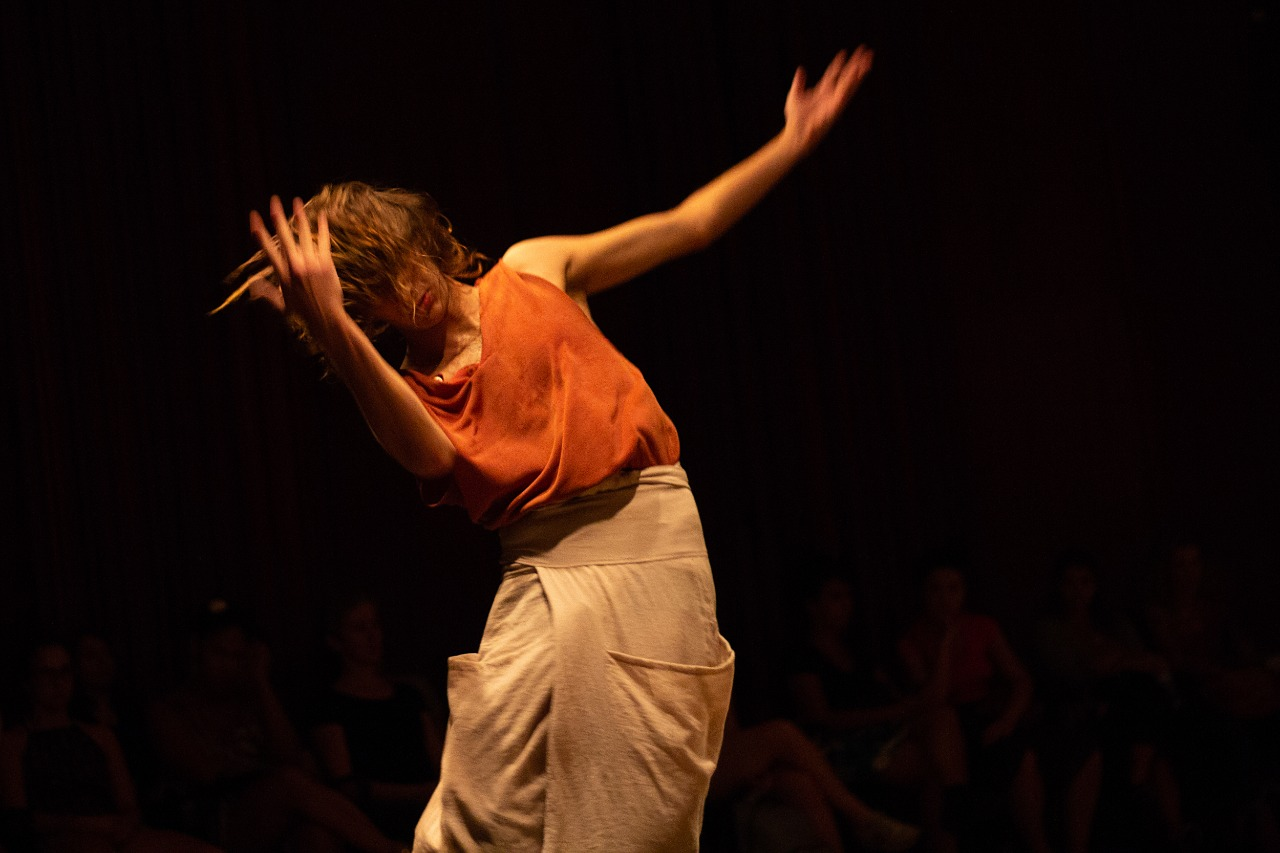
Marina em cena no espetáculo de dança ABISSAL da iNSAiO Cia. de Arte na Oficina Cultural Oswald de Andrade

Marina Mathey iniciou seus estudos no teatro no ano de 2006 em Americana/SP. Em 2010 se muda para a capital paulista, onde já havia iniciado sua profissionalização enquanto atriz no Studio Beto Silveira (futuro Carpintaria do Ator), se formando em 2011. Em 2012 ingressa na Escola de Arte Dramática da Universidade de São Paulo, e se forma no ano de 2015.

## Atuação artística

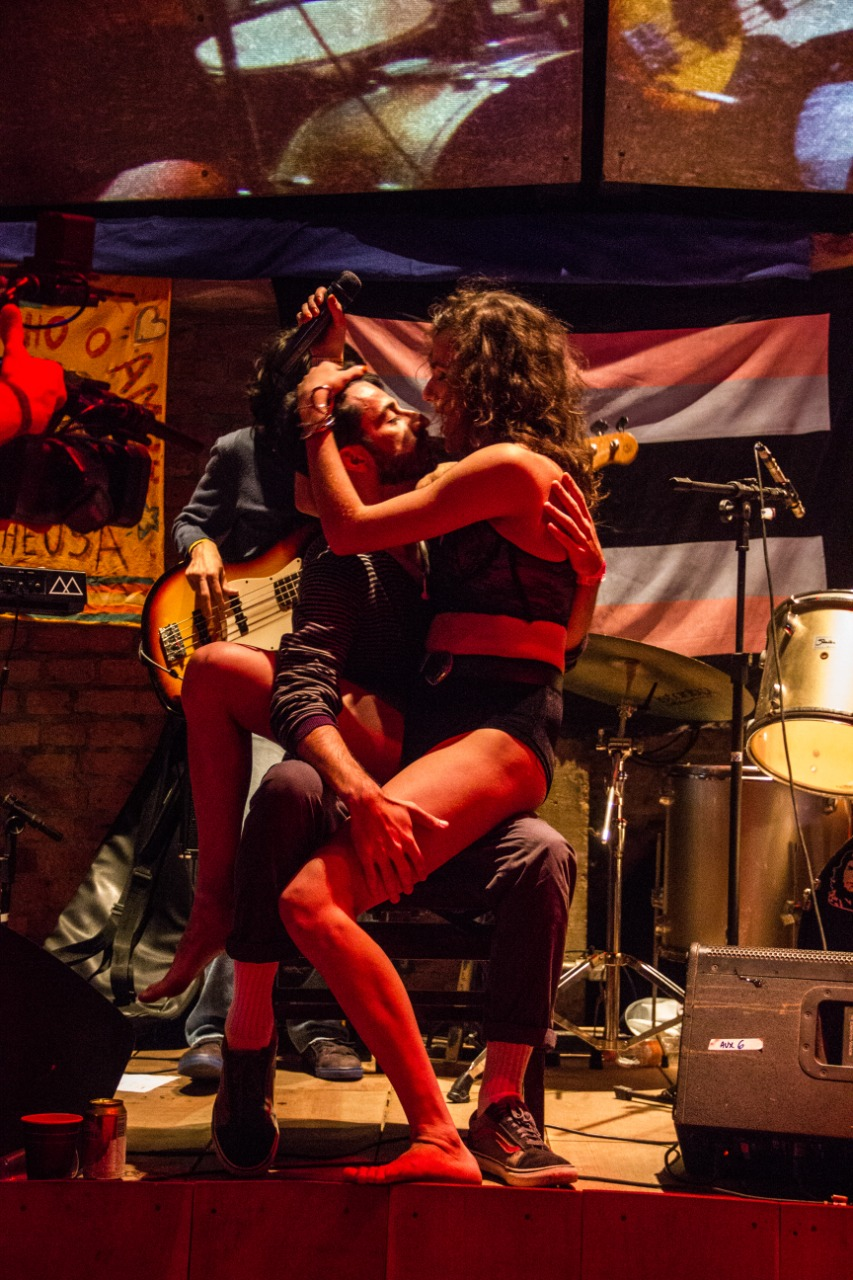
Marina em performance "Besame mucho" durante show TRAVA no Teatro Oficina

Tendo atuado desde 2010 em espetáculos de teatro na capital paulista, Marina funda em 2016 o Coletivo Transviadas Libertárias, dirigindo a pesquisa e realização de performances urbanas que discutiam a presença/ausência de corpas ditas dissidentes sexuais e de gênero em espaços públicos e suas implicações nos mesmos. O Coletivo atuou na capital paulista de 2016 a 2018, sendo contemplado pelo Programa VAI, da Prefeitura de São Paulo, a partir de 2017. Em 2018 Marina passa a integrar como intérprete-criadora a iNSAiO Cia. de Arte, permanecendo até o ano de 2020. Também em 2018 Marina estreia seu primeiro show, o TRAVA, no RISCO Festival, e em 2019 circula com o mesmo por espaços como o Teatro Oficina (Festival Chama), Teatro Sérgio Cardoso, Viga Espaço Cênico, Centro Cultural do Grajaú, entre outros - também por outras cidades do país, como Porto Seguro e Ilha de Boipeba, na Bahia, com produção da Corpo Rastreado. Em TRAVA, a artista investiga os afetos e desafetos direcionados às corpas transvestigêneres por parte da cisgeneridade, o tesão e a pulsão de morte presente no cotidiano de uma travesti – de onde saiu seu primeiro single e videoclipe de XV. Atualmente trabalha na criação e produção do seu primeiro EP Visual. Em 2019, à convite da professora Dodi Leal, participou do projeto ENCRUZI-TRAVA - visita artística da cantarina e bailatriz Marina Mathey na Universidade Federal do Sul da Bahia, em Porto Seguro / Bahia realizando atividades como a oficina A Arte da Performance e a contrassexualidade da iluminação cênica no Centro de Cultura de Porto Seguro e um show no evento Sarará Trans, realizado na Abayomi Casa de Cultura, no bairro do Cambolo.
Desde 2019 Marina dirige um projeto cinematográfico em parceria com a Casa Chama a partir do conto Uma Paixão no Deserto, de Honoré de Balzac, junta de uma equipe composta 90% por pessoas trans. Em 2020 passa a integrar a MARSHA!, uma coletividade artístico-cultural em homenagem à ativista trans negra Marsha P. Johnson, trabalhando como produtora cultural e participando da realização do primeiro festival online LGBT MARSHA! Entra na Sala. Atualmente Marina desenvolve pelo coletivo o programa Cine MARSHA!, com curadoria de filmes e séries LGBTs e bate papos com profissionais da área do audiovisual. Desde 2016 tem se inserido cada vez mais como atriz no cinema brasileiro, atuando em longa-metragens e séries de grande impacto na indústria nacional e internacional como 3% da Netflix e Todxs Nós da HBO. Em 2020 realizou junto da dramaturga e diretora Ave Terrena a «Oficina de Afetos #sequercombina» dentro da Encontra de Pedagogias da Teatra, com curadoria de Dodi Leal, na programação da 7ª Mostra Internacional de Teatro de São Paulo (MITsp).

## Obra

### Filmografia

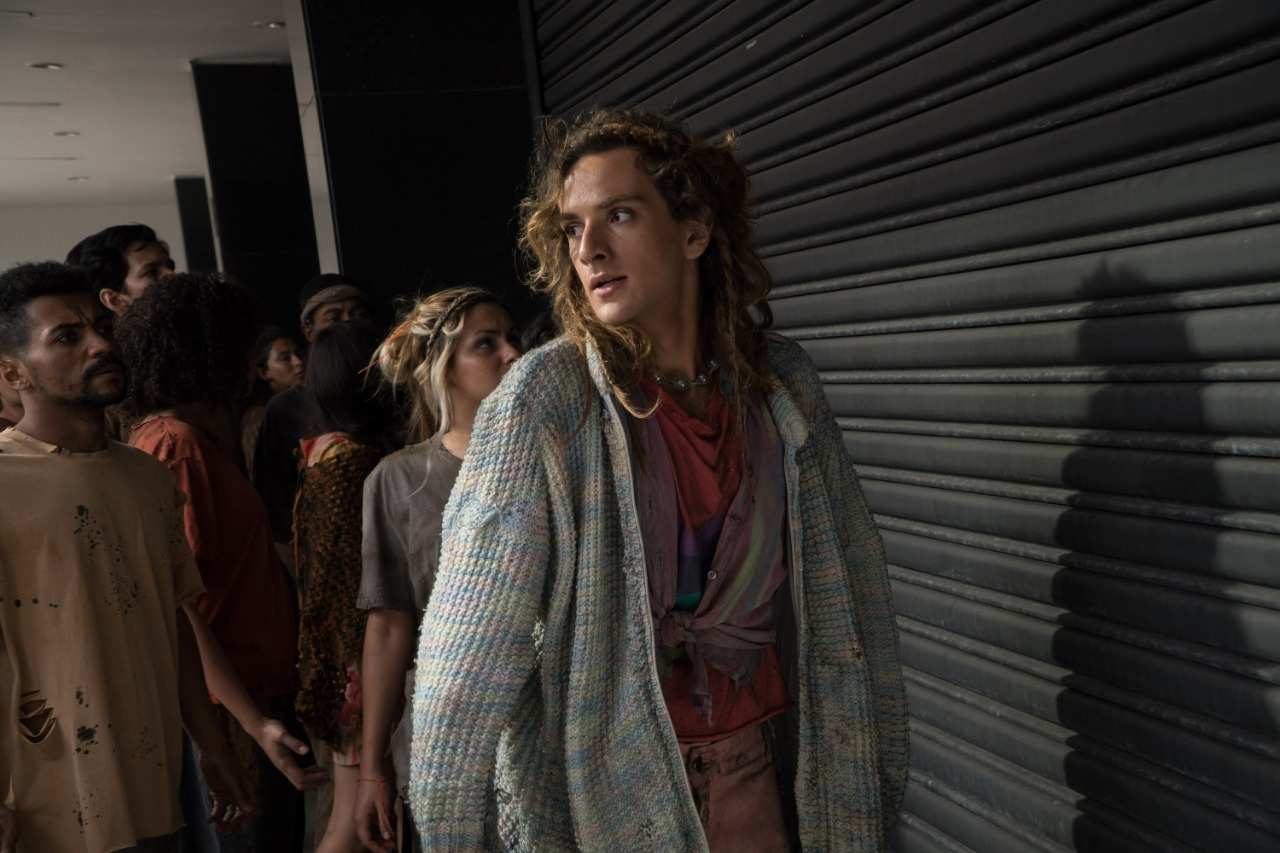
Marina em "3%", série da Netflix

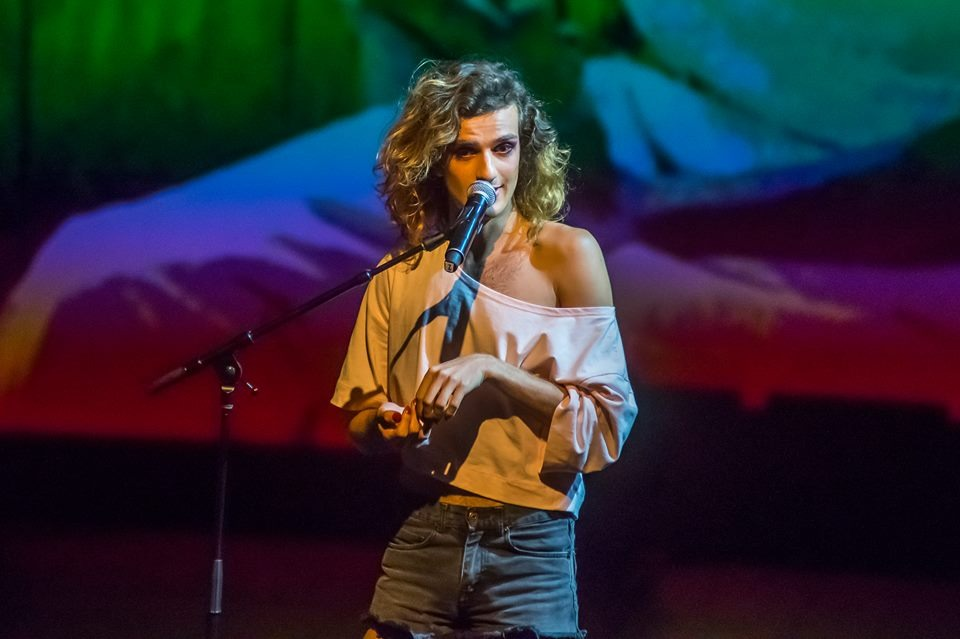
Marina em cena no espetáculo "Paris is burning - AO VIVO" com a Cia. Hiato no SESC Pompéia

#### Séries
| Ano       | Título         | Papel  | Canal/Streaming   |
| --------- | -------------- | ------ | ----------------- |
| 2018–2020 | 3%             | Ariel  | Netflix           |
| 2019      | Feras          | Lígia  | MTV Brasil        |
| 2020      | Todxs Nós      | Tâmara | HBO               |
| 2020      | Unidade Básica | Lia    | Universal Channel |

#### Filmes
| Ano  | Título              | Papel           | Formato        | Direção                                   |
| ---- | ------------------- | --------------- | -------------- | ----------------------------------------- |
| 2015 | Herói               | Vinícius        | Curta-metragem | Pedro Kleindinst Figueiredo e João Pedome |
| 2018 | Sequestro Relâmpago | Amiga de Isabel | Longa-metragem | Tata Amaral                               |
| 2022 | Cordialmente Teus   | Pochete         | Longa-metragem | Aimar Labaki                              |

## Artigos publicados
- "Quem tem c* tem gênero?: A cisgeneridade precisa se perceber". UOL ECOA.[16]